# Yuri Tsaler
Yuriy Tsaler (Pervouralsk, 22 de mayo de 1973) es un guitarrista ruso que toca en la banda Mumiy Troll.
Estudió piano en la Academia de Música Chaikovski, y luego trabajó en una fábrica de pan.
Actuó con su padre, un músico de jazz muy conocido, en los bares de su ciudad.
Más tarde se unió al grupo Ptitsa Zu.
Cuando el grupo se disolvió debido a la muerte del bajista, se trasladó a Moscú, donde trabajó con Pavel Kashin.
En 1997 recibió una oferta para unirse a Mumiy Troll, a través de Ilia Kormiltsev, a quien le dio clases de guitarra. Ha sido miembro del grupo desde el otoño de 1997. En diciembre de 2005 ha vuelto a publicar un álbum de la banda Ptitsa Zu, donde tocaba antes.